# Appreciering
Appreciering är värdeökningen på en valuta med rörlig växelkurs. Appreciering av en valuta medför att dess pris stiger i förhållande till andra valutor. Värdeökningen gör import billigare till valutaområdet, men försämrar exportnäringens konkurrenskraft. En appreciering av en valuta kallas även för en stärkning av valutan. Motsatsen till appreciering är depreciering.
Motsvarande begrepp vid fast växelkurs är revalvering. Vid revalvering ökar en valutas pris genom att dess värde skrivs upp som ett resultat av ett aktivt ingripande från ett lands centralbank. Motsatsen till revalvering är devalvering.